# Elitloppet 2008
Elitloppet 2008 var den 57:e upplagan av Elitloppet, som gick av stapeln söndagen den 25 maj 2008 på Solvalla i Stockholm. Finalen vanns av den fransktränade italienskägdna hästen Exploit Caf, körd av Jean-Michel Bazire och tränad av Fabrice Souloy.
Fabrice Souloy var den dominerande tränaren i Europa 2008, och det spåddes att någon häst ur hans stall skulle vinna Elitloppet 2008. I finalen blev det dubbelt franskt och Souloy då Exploit Caf vann före stallkamraten Oiseau de Feux. Exploit Caf segrade i finalen på rekordtiden 1.09,8 över 1609 aak, vilket var den dittills snabbaste vinnartiden i någonsin i en Elitloppsfinal. Rekordet slogs först i 2014 års upplaga av Timoko.

## Upplägg och genomförande
Elitloppet är ett inbjudningslopp och varje år bjuds 16 hästar som utmärkt sig in till Elitloppet. Hästarna lottas in i två kvalheat, och de fyra bästa i varje försök går vidare till finalen som sker 2–3 timmar senare samma dag. Ju bättre placering i kvalheatet, desto tidigare får hästens tränare välja startspår inför finalen. Samtliga tre lopp travas sedan 1965 över sprinterdistansen 1 609 meter (engelska milen) med autostart (bilstart). Förstapris i finalen är  3 miljoner kronor, och 250 000 kronor i respektive kvalheat.

## Kvalheat 1
| P | S | Häst            | Kusk               | Tränare              | Land      | Odds  | Tid    |
| - | - | --------------- | ------------------ | -------------------- | --------- | ----- | ------ |
| 1 | 1 | Exploit Caf     | Jean-Michel Bazire | Fabrice Souloy       | Italien   | 2,56  | 1.10,7 |
| 2 | 6 | Going Kronos    | Lutfi Kolgjini     | Lutfi Kolgjini       | Sverige   | 2,40  | 1.10,7 |
| 3 | 4 | Olga du Biwetz  | Joseph Verbeeck    | Sébastien Guarato    | Frankrike | 8,00  | 1.10,9 |
| 4 | 5 | Finders Keepers | Åke Svanstedt      | Åke Svanstedt        | Sverige   | 18,40 | 1.11,0 |
| 0 | 7 | L'Amiral Mauzun | Tony Le Beller     | Jean Philippe Ducher | Frankrike | 6,10  | 1.11,0 |
| 0 | 8 | Citation        | Johnny Takter      | Stig H. Johansson    | Sverige   | 35,80 | 1.11,3 |
| 0 | 2 | Jocose          | Örjan Kihlström    | Stefan Hultman       | Sverige   | 20,30 | 1.11,7 |
| d | 3 | Giant Superman  | Fredrik B. Larsson | Fredrik B. Larsson   | Sverige   | 27,80 | uag    |

## Kvalheat 2
| P   | S | Häst              | Kusk               | Tränare           | Land      | Odds  | Tid    |
| --- | - | ----------------- | ------------------ | ----------------- | --------- | ----- | ------ |
| 1   | 3 | Oiseau de Feux    | Björn Goop         | Fabrice Souloy    | Frankrike | 1,62  | 1.10,5 |
| 2   | 4 | Enough Talk       | Luc Ouellette      | Peter Kleinhans   | USA       | 5,60  | 1.10,6 |
| 3   | 7 | Red Chili Pirat   | Örjan Kihlström    | Patrik Södervall  | Sverige   | 11,00 | 1.10,9 |
| 4   | 5 | Plantagenet       | Erik Adielsson     | Stig H. Johansson | Sverige   | 7,60  | 1.11,0 |
| 0   | 2 | Kito du Vivier    | Franck Nivard      | Franck Boismartel | Frankrike | 9,60  | 1.11,3 |
| d   | 1 | Giant Diablo      | Johan Untersteiner | Roger Walmann     | Sverige   | 9,10  | 6ag    |
| d   | 6 | Glen Kronos       | Lutfi Kolgjini     | Lutfi Kolgjini    | Sverige   | 41,80 | 7ag    |
| str | 8 | Ghiaccio del Nord | Enrico Bellei      | Claus Hollmann    | Italien   | -     | -      |

## Finalheat
| P | S | Häst            | Kusk               | Tränare           | Land      | Odds  | Tid    |
| - | - | --------------- | ------------------ | ----------------- | --------- | ----- | ------ |
| 1 | 2 | Exploit Caf     | Jean-Michel Bazire | Fabrice Souloy    | Italien   | 1,78  | 1.09,8 |
| 2 | 1 | Oiseau de Feux  | Björn Goop         | Fabrice Souloy    | Frankrike | 3,10  | 1.10,0 |
| 3 | 4 | Enough Talk     | Luc Ouellette      | Peter Kleinhans   | USA       | 14,70 | 1.10,0 |
| 4 | 5 | Red Chili Pirat | Örjan Kihlström    | Patrik Södervall  | Sverige   | 17,10 | 1.10,1 |
| 5 | 3 | Going Kronos    | Lutfi Kolgjini     | Lutfi Kolgjini    | Sverige   | 6,50  | 1.10,2 |
| 0 | 6 | Olga du Biwetz  | Joseph Verbeeck    | Sébastien Guarato | Frankrike | 16,40 | 1.10,3 |
| 0 | 8 | Finders Keepers | Åke Svanstedt      | Åke Svanstedt     | Sverige   | 64,00 | 1.10,3 |
| 0 | 7 | Plantagenet     | Erik Adielsson     | Stig H. Johansson | Sverige   | 53,80 | 1.10,4 |